# 1423
1423 (MCDXXIII) je bilo navadno leto, ki se je po julijanskem koledarju začelo na petek.

## Dogodki
- 1. januar

## Rojstva
- 30. maj - Georg Aunpekh von Peurbach, avstrijski matematik, astronom  († 1461)

- 3. julij - Ludvik XI., francoski kralj († 1483)

Neznan datum
- Laonik Halkokondil, bizantinski/osmanski (grški) zgodovinar in pisec († domnevno 1490)
- Murata Šuko, japonski mojster čajnega obreda († 1502)
- Uzun Hasan, šahanšah dinastije  Ak Kojunlu († 1478)

## Smrti
- 4. april - Hugo iz Montforta, avstrijski pesnik, minstrel (* 1357)
- 23. maj - protipapež Benedikt XIII.  (* 1328)

Neznan datum
- Anselm Turmeda, muslimanski učenjak z Majorke (* 1355)
- Josecu, kitajsko-japonski slikar
- Mihael Küchmeister von Sternberg, veliki mojster tevtonskega reda (* 1360. leta)
- Tommaso Mocenigo, 64. beneški dož (* 1343)